# Драган Јеремић
Драган М. Јеремић (Брђани, 24. мај 1925 — Љубљана, 6. септембар 1986) био је српски универзитетски професор, естетичар, књижевник и књижевни критичар. Редовни је професор на Филозофском факултету у Београду, на предметима „Естетика“ и „Социологија уметности“. Поред професуре, бавио се писањем и књижевном критиком.

## Биографија
После завршене основне школе и гимназије, уписује Филозофски факултет у Београду, на коме ће касније магистрирати и докторирати 1971. године.
Драган М. Јеремић је био у више наврата члан и председник Удружења књижевника Србије, Српске књижевне задруге. Био је истакнути књижевни критичар. Писао је и о позоришту, ликовним уметностима и филму.
Уређивао је Савременик (1961-1966) и Књижевне новине (од 1970).
Сахрањен је у Алеји заслужних грађана на Новом гробљу.

## Полемике
Драган М. Јеремић је као плагијат означио збирку приповетки "Гробница за Бориса Давидовича" Данила Киша. Полемика је започета и вођена на страницама загребачког "Ока" и београдских "Књижевних новина". Данило Киш је своје аргументе изнео у књизи "Час анатомије", објављеној 1977. године. Као одговор на "Час анатомије", Драган М. Јеремић је написао "Нарцис без лица", полемичку књигу објављену 1981. године. Након свега, Драган Јеремић је изгубио утицај који је дотад имао у домаћој књижевности, оставши без многих функција у књижевном естаблишменту.

## Дела
- Прсти неверног Томе, Нолит, 1965.
- Критичар и естетски идеал, Графички завод, 1965.
- Доба антиуметности, Култура, 1970.
- Лице и наличје, Раднички универзитет Радивој Ћирпанов — Центар за дијафилм и издавачку делатност, 1972.
- Пером као скалпелом, Багдала, Крушевац, 1976.
- Сновање и стварање, Вук Караџић, 1976.
- Три ступња поређења, Светлост, 1978.
- Нарцис без лица, Нолит, 1981.
- Естетика код Срба, Српска академија наука и уметности, 1989.